# Mezenski zaljev
Mezenski zaljev (rus. Мезенская губа) nalazi se u Arkhangelskoj oblasti i Nenetskom autonomnom okrugu u sjeverozapadnoj Rusiji. To je jedan od četiri velika zaljeva i zaljeva Bijelog mora, a ostali su Dvinski zaljev, Onješki zaljev i Kandalakški zaljev. Mezenski zaljev je najistočniji od njih, jer se nalazi južno od poluotoka Kanin. Otok Moržovec nalazi se na ulazu u zaljev. Dvije glavne rijeke koje se ulijevaju u Mezenski zaljev su rijeka Kuloy i Mezen. Površina zaljeva je 6,630 km2. Zaljev je dug 105 km, a širok 97 km. Razlika između plime i oseke u zaljevu Mezen doseže i do 10 metara visine i najveći su u Bijelom moru. Sjeverni dio zaljeva, južno od otoka Moržovec, presijeca Arktički krug.

## Povijest
Povijesno gledano, Pomori koji su naseljavali obalu Mezenskog zaljeva, lovili su ribu uz obalu. Nagla promjena vremena mogla bi ih otpuhati na pučinu, što je značilo sigurnu smrt. U ovom slučaju, otok Moržovec bio je posljednje kopno prije pučine, te se stoga smatrao posljednjim utočištem. Drugo tradicionalno zanimanje pomora u Mezenskom zaljevu bio je lov na tuljane.
Jugozapadna obala zaljeva poznata je kao Abramovsky Bereg, a istočna obala je poznata kao Konushinsky Bere. Glavna sela na Abramovskoj obali su Koyda i Dolgoshhelye, oba u Mezenskom rajonu u Arhangelskoj oblasti. Na obali Konushinsky, glavna sela su Jažma i Čiža, oba u Nenetskom autonomnom okrugu.
Cijela obala zaljeva Mezen uključena je u graničnu sigurnosnu zonu, namijenjenu zaštiti granica Ruske Federacije od neželjenih aktivnosti. Za posjet zoni potrebna je dozvola koju izdaje lokalni odjel FSB-a.
Postojao je projekt izgradnje plimne elektrane u zaljevu Mezen koja bi iskoristila veliku visinu plime. Projekt nije realiziran.